# Mine de charbon Carmichael
La mine de charbon Carmichael est une mine de charbon thermique située au nord du bassin de Galilée dans le centre du Queensland, en Australie, approuvée par les gouvernements du Queensland et du gouvernement fédéral australien. L'exploitation minière devait être menée à la fois à ciel ouvert et souterraine. La mine est proposée par Adani Mining, une filiale en propriété exclusive du groupe indien Adani. Le développement devait initialement représenter un investissement de 16,5 milliards de dollars australiens mais après avoir été refusé par plus de 30 institutions financières dans le monde, Adani a annoncé en 2018 que l'opération minière serait réduite et autofinancée à 2 milliards de dollars australiens. 
À pleine capacité, la mine produirait (à partir de 2017) 60 millions de tonnes de charbon par an, en grande partie « de faible qualité, à forte teneur en cendres ». En cour, Adani a déclaré en 2015 qu'il s'attend à ce que la mine produise 2,3 milliards de tonnes sur 60 ans. Ce serait la plus grande mine de charbon d'Australie et l'une des plus grandes au monde. La mine serait la première de quelques grandes mines proposées pour le bassin de la Galilée.
Les exportations doivent quitter le pays via les installations portuaires de Hay Point et Abbot Point après avoir été transportées vers la côte par rail. La proposition comprend une nouvelle ligne ferroviaire de 189 km à relier à la ligne ferroviaire existante de Goonyella. La majeure partie du charbon exporté devrait être expédiée en Inde.
La mine a suscité une immense controverse au sujet de ses avantages économiques revendiqués sa viabilité financière, des plans de subventions gouvernementales et des impacts environnementaux néfastes. Globalement, ces effets ont été décrits comme son impact potentiel sur la Grande Barrière de Corail, les eaux souterraines sur son site et ses émissions de carbone. Les émissions provenant de la combustion de la quantité de charbon qui devrait être produite à partir de cette seule mine, qu'elle provienne d'elle ou d'ailleurs, seraient, dans le « pire des cas » soit, « environ 0,53-0,56% du budget carbone qui reste après 2015 pour avoir une chance probable de ne pas dépasser 2 degrés de réchauffement... sur au moins 60 ans... L'approbation de la mine, par conséquent, pourrait être soit cohérente ou incompatible avec l'objectif de limiter le réchauffement à 2 degrés, en fonction d'une gamme de facteurs externes... » selon le docteur Chris Taylor et le professeur agrégé Malte Meinshausen. 
Le projet a été confronté à plusieurs défis juridiques, notamment de la part de l'Australian Conservation Foundation (ACF), qui a un défi juridique à l'approbation donnée à Adani par le ministre fédéral de l'Environnement concernant l'eau. Greta Thunberg a attiré l'attention internationale sur la mine. Le 11 janvier 2020, Thunberg a appelé la société allemande Siemens à arrêter la livraison de matériel ferroviaire pour la mine mais deux jours plus tard, Siemens a déclaré qu'elle continuerait d'honorer son contrat avec Adani. 
Le premier ministre du Queensland, Annastacia Palaszczuk, a fixé au 19 juin 2019 la date limite pour l'approbation environnementale finale du projet et il a été approuvé par l'État et le gouvernement fédéral le 13 juin 2019. La concession minière est située au nord du bassin houiller.
Elle couvre principalement la zone d'élevage de Moray Downs (Moray Downs cattle station ).
La presque totalité de la surface couverte par le projet minier est située dans la région d'Isaac et une petite partie concerne la zone du gouvernement local de la Région de Charters Towers. Ces deux régions sont actuellement peu habitées et consacrées au pâturage extensif de bovins.
Le complexe minier sera (s'il est construit) situé à 160 km au nord-ouest de la ville de Clermont. La grande ville la plus proche est Emerald, à environ 350 km au sud.
L'accès routier aux mines se ferait via une section non encore développée de l'autoroute Gregory Highway.

## Opérateur
Il s'agit de l'indien Adani qui fait porter le projet par Adani Mining, une filiale à 100 % du groupe Adani.
Ce dernier doit cependant encore réunir 16,5 milliards de dollars en investissement.

## Géologie et qualité du charbon
Le charbon de ce bassin s'est formé durant le Permien et il est présent jusqu’à 500 m de profondeur.
Son exploitation générera des stériles minières constituées de roches datant de l'époque tertiaire.

## Histoire
En 2010, Anna Bligh (premier ministre du Queensland) a annoncé que le Coordonnateur général de l'État considérait ce projet minier et ferroviaire comme un « projet important ».
Depuis lors, la proposition a connu de nombreux changements ; en particulier la durée annoncée de vie de la mine d'abord annoncée de 150 ans, a ensuite été portée à 90 ans, puis à 60 ans.
Le 8 mai 2014, le Coordinateur général du Queensland a approuvé le lancement du processus de création d'une mine, mais cette autorisation était assortie de 190 conditions posées par l'État pour la phase de préparation et de construction des installations et pour les phases opérationnelles de l'exploitation charbonnière. Il était en particulier demandé à l'opérateur de porter une attention particulière à la protection des eaux souterraines et des points d'eau qui pourraient être potentiellement être affectés par les travaux ou l'exploitation minière elle-même, ou encore par les opérations de transport du charbon.
Le 29 juillet 2014, Greg Hunt (ministre fédéral chargé de l'environnement) approuve le lancement du projet, mais l'approbation du gouvernement fédéral est encore conditionnée par 36 conditions stipulées par écrit.
L'exportation du charbon qui pourrait être produit par les mines Carmichael nécessite de construire de nouveaux terminaux portuaires capables d'accepter des vraquiers de grande taille et de grand tirant d'eau, ce qui implique de draguer les fonds marins dans le port charbonnier à Hay Point et Abbot Point
Début septembre 2014, un premier plan visant à clapper en mer les boues et produits de dragage, dans le Parc marin de la grande barrière de corail est abandonné, après avoir été très critiqué en raison des risques pour l'écosystème corallien et les herbiers marins vulnérables qu'il abrite. Des documents publiés sous le sceau de la loi australienne sur la liberté de l'information (Freedom of Information) ont montré que les scientifiques du parc marin s'étaient opposés au plan de clappage en mer. 
Le gouvernement local du Queensland, conduit par Annastacia Palaszczuk promeut alors une proposition plus coûteuse visant à stocker les boues de dragage sur terre, sur le site même des terminaux portuaires.
Mi-janvier 2015, une ONG de protection de la nature du Queensland (Mackay conservation group) tente alors de « changer radicalement la façon dont les projets miniers sont évalués en Australie » pour leurs effets sur l'environnement, en contestant l'approbation du projet par le ministre de l'Environnement Greg Hunt. Cette ONG dénonce devant la Cour fédérale de justice du pays le fait que le gouvernement n'a pas évalué le projet de la mine Carmichael en tenant compte des émissions de gaz à effet de serre que ce charbon allait générer et sans tenir compte des effets directs et indirects du projet sur la les coraux de la grande barrière.
Le 5 août 2015, la cour australienne rejette les accords passés entre le ministre de l'environnement du Gouvernement fédéral et le porteur du projet (Adani), au motif que le ministre et son gouvernement n'ont pas respecté le droit fédéral de l'Environnement relatif aux espèces protégées rappelé par leur ministère ; notamment concernant deux espèces : le scinque de Yakka (Egernia rugosa, un petit saurien vivipare qui ne vit que dans les forêts sèches et ouvertes et certains affleurements rocheux de cette partie de l'Australie) et un serpent (Denisonia maculata, classé « vulnérable » sur la liste rouge des espèces menacées de l'UICN). Cette non-prise en compte par le gouvernement de l'article 487 (2) de la loi dite « EPBC Act », pour Environmental Protection and Biodiversity Act) a conduit à une controverse politique considérable (Vigilante lawfare,) et à faire reconsidérer sa proposition par le ministère lui-même. Le premier ministre accuse alors les écologistes de « saboter » le projet.
À la mi-août 2015, Adani rompt ses relations commerciales avec deux contractants en ingénierie et banques qui étaient chargés de l'accompagner sur le projet, mais en octobre, le gouvernement fédéral australien en place continue à considérer le projet comme viable et à espérer qu'il puisse advenir, bien qu'il soit très controversé et semble-t-il abandonné par les grands investisseurs financiers eux-mêmes. En octobre, le ministre fédéral de l'Environnement Greg Hunt affirme que le projet a fait l'objet de ce qui est « peut-être l'évaluation environnementale plus exhaustive » jamais faite dans l'histoire du pays et donne un nouveau feu vert au projet, décision vivement critiquée par les défenseurs de l'environnement.
Le 13 juin 2019, le gouvernement valide le plan de gestion des eaux souterraines d'Adani, ce qui lui permet de commencer ses constructions. Mais il lui manque encore d'autres autorisations pour l'exploitation de 10 millions de tonnes et de premières livraisons annoncées pour 2021 (pour commencer).

## Taille du projet et des opérations

### Projet de complexe minier
Adani projetait de creuser un complexe de six vastes mines à ciel ouvert, et cinq mines souterraines, accompagnée d'un village construit de toutes pièces (sur 74 ha) pour loger les ouvriers, d'un aéroport permanent (sur 317 ha) et d'un système de bassin de lavage du charbon et de gestion des eaux (413 hectares).
La zone perturbée par l'exploitation en surface serait de 27 892 hectares, le site minier couvrant dans son ensemble 44 700 hectares, soit environ de 447 kilomètres carrés sur environ 50 km de long. Cette surface est plus vaste que celle de nombreuses capitales (dont Paris).

## Effets attendus sur la ressource en eau
L'exploitation nécessite le dénoyage des terrains. 12 milliards de litres seraient à évacuer chaque année, durant 60 ans. Seulement 6 % de cette eau pourrait être rendue au milieu dans les cinq premières années. La mine, si elle se fait, prélèvera environ 297 milliards de litres d'eau dans les aquifères souterrains de la région, risquant selon les ONG environnementalistes de priver de nombreux usagers de l'eau et de contribuer à exacerber les sécheresses, au risque de faire peut-être disparaitre certaines espèces endémiques de l’Australie.
L'évaluation géochimique préalable a conclu à une salinité variant généralement de 100 à 1000 uS/cm de la surface au fond, ce qui laisse envisager un risque de salinisation par les eaux de drainage (avec ensuite éventuel relargage et transport de métaux lourds en cas de drainage minier acide).
La partie centrale de la concession minière (qui mesure 50 km de long) est traversée par la vallée de la rivière Carmichael qui est un affluent de la rivière éphémère Belyando qui coule d'ouest en est à travers le bail et divise la concession minière. Pour protéger la zone riveraine exploitée, les travaux miniers de surface ne s'approcheront pas à moins de 500 m de la ligne médiane du cours d'eau, qu'il faudra éventuellement détourner ou endiguer avant d'ouvrir les mines situées dans la partie sud du projet, vers 2033 selon Adani quand le cours d'eau pourra être traversé par un pont « ou une méthode similaire permettant l'accès au terrain situé au sud de la rivière » y compris pour les véhicules lourds de l'industrie minière.
Devant la section de la cour du Queensland, à propos des questions de paysage et d’environnement, Adani avait annoncé espérer une production de 2,3 milliards de tonnes de charbon en 60 ans, ce qui implique une production moyenne de 40 millions t/an. À titre d'image cette quantité de roche permettrait de construire une digue de 10 mètres de large et un mètre de hauteur sur 200 000 km de long (5 fois le tour du monde à l'équateur). Selon l'étude d'impact en cours et qui doit être instruite par les services ministériels et du gouvernement, la mine Carmichael produirait non pas 2,3 milliards de tonnes, mais encore plus de charbon que cela : 3,5 milliards de tonnes, soit 60 millions de tonnes de charbon par an (capacité maximale) durant plus de 60 ans.

### Voie ferrée
Pour transporter les quantités de charbon annoncées (100 millions de tonnes de charbon par an), une solide voie ferrée est nécessaire entre les installations minières et les terminaux portuaires.
La proposition de l'industriel charbonnier est de faire construire deux nouvelles lignes ferroviaires l'une de 120 km vers l'ouest et l'autre de 69 km vers l'est, pour rejoindre la ligne de chemin de fer existante Goonyella à Moranbah. Pour cela, Adani aurait signé un accord avec la société sud-coréenne de construction POSCO,,.

### Extension portuaire
Elle est nécessaire afin d’accueillir les trains côté terre et les grands vraquiers charbonniers côté mer. Elle nécessite aussi des fonds importants, alors que la COP 21 se prépare et qu'un nombre croissant d'actionnaires et d'ONG fustigent les subventions offertes à l'industrie charbonnière, la Deutsche Bank et la banque HSBC ont refusé de financer ces travaux d'extension portuaire, en raison des impacts environnementaux qui affecteraient leur réputation.

## Emplois et bénéfices pour l'économie australienne
Lors de sa première annonce de l'approbation du projet par son gouvernement (gouvernement fédéral), le ministre de l'Environnement Greg Hunt a affirmé que ce projet contribuerait (chaque année durant 60 ans pour 930 millions $ au PIB de la région de la ville de Mackay et pour 2,97 milliards $ à l'économie du Queensland.
Hunt assure que les 4 milliards de tonnes de ressources estimées de charbon extraites sur la durée de vie du projet auraient une valeur de 300 milliards $. Devant la cour, Adani n'a cependant quant à lui annoncé que 2.3 milliards de tonnes de charbon (près de deux fois moins). De plus, dans le contexte d'une transition énergétique basée sur le développement rapide des énergies renouvelables et dans le contexte de la lutte contre le dérèglement climatique, la valeur du "charbon thermique" pourrait chuter.

### Emplois
L'industrie minière est de plus en plus mécanisée et dispose de machines de plus en plus efficaces, surtout à ciel ouvert. Adani a d'abord assuré que la mine pourrait créer 10 000 emplois. La compagnie a financé, en 2015, une publicité diffusée à la télévision durant les élections du Queensland, qui reprenait cette assertion. Le premier ministre Tony Abbott a réutilisé ce chiffre de 10 000 emplois y voyant une preuve que « cette mine est bonne pour le pays ».
Jeff Seeney, qui était alors vice-Premier ministre du Queensland est allé encore plus loin réclamant que cet État puisse engager jusqu'à 455 millions $ (des contribuables) pour subventionner l'entreprise privée du milliardaire étranger afin de permettre ce projet qui selon lui apporterait 28 000 emplois au Queensland.
Cependant devant la cour du Queensland, l'économiste Jérôme Fahrer du cabinet de conseil ACIL invité comme expert d'Adani a démenti le chiffre de 10 000 emplois, affirmant que le projet créerait 2 à 3 000 emplois les trois premières années et peut être moins de 1 500 emplois. Fahrer a décrit la méthode utilisée pour produire le chiffre 10 000 comme « déficiente ». En défendant son projet en 2014, Adani ne citait plus que 5000 nouveaux emplois, et le dossier qu'il a présenté ne contenait qu'un projet de village pour abriter le personnel de la mine.
En mai 2015, une plainte a été déposée devant l'organisme boursier "Australian Securities Exchange" alléguant qu'Adani avait fourni des informations trompeuses sur le projet.

## Financements
Selon les premiers éléments fournis par Adani ; pour une version du projet devant démarrant en 2013 et s'étalant sur 90 ans, avec un début d’extraction espéré en 2014-2015, il lui fallait investir 21,5 milliards $ durant la vie de la mine, avec 5,818 milliards $ à dépenser avant 2022, et 15,6 milliards $ ensuite pour le fonctionnement et renouvellement des équipements (d’après Runge Limited 2011 et cette estimation excluant les coûts d’achat de l’énergie (fuel et réseau électrique de 66000 volts) et de l’eau.

### State Bank of India
La Banque d'État du gouvernement, propriété exclusive de l’État a signé un protocole d'entente avec Adani, lui proposant un prêt de 1 milliard $ pour le projet. Il a été largement rapporté que la Banque avait retiré cette offre. Cette offre a été rejetée par le président de la banque lui-même.

### Grandes banques internationales excluant le financement
Plusieurs des plus grandes banques internationales ont publiquement annoncé qu'elles ne soutiendraient pas le projet ferroviaire et/ou minier Carmichael ou de travaux portuaires pour le terminal minier projeté (Abbot Point Coal Terminal) et dont dépend le projet. Ces banques incluent plus de la moitié des banques habituées à financer l'industrie du charbon dont Citigroup ; JPMorgan Chase ; Goldman Sachs ; Deutsche Bank ; Royal Bank of Scotland ; HSBC ; Barclays ; BNP Paribas ; Crédit agricole ; Société générale; National Australia Bank.
Le porte-parole d'Adani a répondu que les avis de banques qu'il n'a pas approchées n'auront pas d'influence sur la suite du projet

### Position des banques australiennes
Le 5 août 2015, la Commonwealth Bank a annoncé que son contrat de conseil pour Adani avait pris fin
Le 3 septembre 2015, la National Australia Bank annonçait qu'elle ne financerait pas ce projet.
Les grands projets charbonniers sont en Australie généralement financés par l'une des « quatre grandes banques » du pays, les deux autres, Westpac et ANZ, n'ont pas fait de commentaire.

### Campagnes de désinvestissement bancaire
Divers groupes socio-environnementaux font dans le monde campagne pour que les États et les banques cessent de financer l'industrie charbonnière et les énergies fossiles et réorientent leurs investissements vers des énergies propres et douces.
De même pour certains groupes d'actionnaires (Cf. « finance verte »).
Certains groupes ont encouragé des clients de banques à fermer leurs comptes dans les banques finançant encore les projets charbonniers

## Viabilité financière
Plusieurs analystes doutent que ce projet minier soit viable, en raison des prix actuels du "charbon maritime thermique" et des tendances du marché. En novembre 2013, Morgan Stanley a évalué la valeur de cette mine à 0 $ en précisant « Bien que la société attende une autorisation environnementale à venir au travers du F2H14, elle ne prévoit pas de dépenser de l'argent sur le développement de cette mine si les prix du charbon ne réaugmentent pas au-dessus des niveaux actuels ». Et pour Daniel Morgan (Novembre 2014), analyste à la banque d'investissement UBS, il faut un prix du charbon de 100 à 110 $ la tonne pour que le projet puisse vivre. Or, les prix du charbon thermique maritime (référence de Newcastle) ont chuté passant d'environ 140 US$/tonne en 2012 à 60 $ US/t en 2015 en raison d'une part de l'augmentation de la production et d'autre part d'une contraction de la demande en charbon livré par voie maritime.
Selon une note publiée par UBS en septembre 2015, aucune nouvelle mine de charbon n'est nécessaire à horizon 5 ans et les prix ne devraient pas dépasser 88 $/t en 2019, encore sous la valeur requise pour que le projet Carmichael soit rentable. Pour Tim Buckley, directeur pour l'Australasie à l' "Institute of Energy Economics and Financial Analysis", la mine Carmichael est un « mésinvestissement » (Actif irrécupérable) notamment en raison d'un déclin structurel du marché du charbon livré par voie maritime; d'un endettement déjà élevé du groupe Adani; d'une difficulté à lever des capitaux, d'une récente restructuration de l'entreprise; et des retards d'approbation par les autorités.
Des documents internes du "Queensland Trésor" libérés sous le sceau de la loi australienne sur l'information (Freedom of Information) montrent que de hauts responsables avaient alerté les ministres sur le fait que le projet Carmichael ne pourrait probablement pas être évalué financièrement comme un classique[Quoi ?]"
De plus, ce charbon doit être vendu par Adani en Inde et LG a annoncé qu'il ne contractualiserait pas pour un achat de ce charbon.

## Subventions gouvernementales proposées
Le Queensland et les gouvernements australiens ont proposé diverses formes d'assistance au projet, en dépit des engagements du G20 d'éliminer les subventions aux combustibles fossiles.

### Subventions de l'État du Queensland
Des documents budgétaires du gouvernement du Queensland montrent des dépenses de 9,5 milliards $ faites de 2008 à 2014 pour aider l'industrie minière. le "Queensland Trésor" a écrit à la Commission des subventions du Commonwealth en alertant sur les risques posés par ce type d'affectation de l'argent public : « Les gouvernements confrontés à des contraintes budgétaires et à des dépenses pour des infrastructures liées à l'exploitation minière doivent limiter leurs dépenses en faveur d'infrastructures dans d'autres domaines, y compris dans des infrastructures sociales telles que les hôpitaux et les écoles ».
Le gouvernement Newman du Queensland a d'abord affirmé qu'il ne soutiendrait pas le projet Carmichael.
Mais en 2014, il a proposé une exonération de taxe ou des taux de redevance réduits, et a proposé de "co-investir" dans les infrastructures. L'opposition travailliste l'a critiqué en considérant cela comme signer un « chèque en blanc ». le secrétaire au Trésor Jeff Seeney a soutenu en réponse que le gouvernement du Queensland, « comme beaucoup d'autres gouvernements dans le monde », a toujours fourni quelques grandes incitations aux industriels et qu'il a été décidé dans ce cas de fournir une « aide aux infrastructures plutôt qu'une offre traditionnelle de subventions ».
Lors des élections 2015 du Queensland, l'opposition travailliste a promis de ne pas financer le projet de chemin de fer reliant la mine au port. Après la victoire électorale du parti travailliste, le nouveau secrétaire au Trésor du Queensland a confirmé que son gouvernement ne financera pas la ligne de chemin de fer, mais il n'exclut pas d'autres formes de soutien comme une exonération de redevances. Le Premier ministre (Mme Palaszczuk) se dit « absolument déterminée » à faire en sorte que le projet aille de l'avant et elle en a appelé à un financement fédéral pour la ligne de chemin de fer.

## Subvention fédérale
Le budget fédéral 2015-16 prévoit une enveloppe de 5 milliards $ pour développer les infrastructures en Australie du Nord via des prêts et possibilités concessionnelles pour la construction de ports, pipelines, d'infrastructure de transport d'eau et/ou d'électricité, afin d'ouvrir le nord aux entreprises,. Le site internet du gouvernement déclare que « Le Commonwealth ne prêtera pas à des projets commercialement non viables sans l'aide du gouvernement ». Il est néanmoins rapporté que le gouvernement Abbott envisagerait d'utiliser ce fonds pour permettre la construction de la ligne ferroviaire demandée par le projet Carmichael.

## Impacts environnementaux

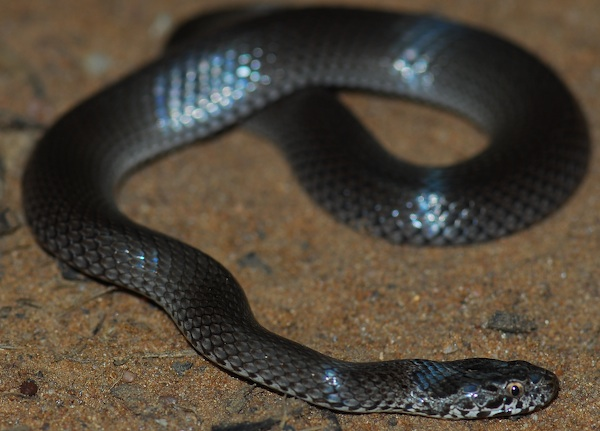
Denisonia maculata, l'une des espèces emblématiques (endémique du Queensland) qui pourrait être affectée par le projet

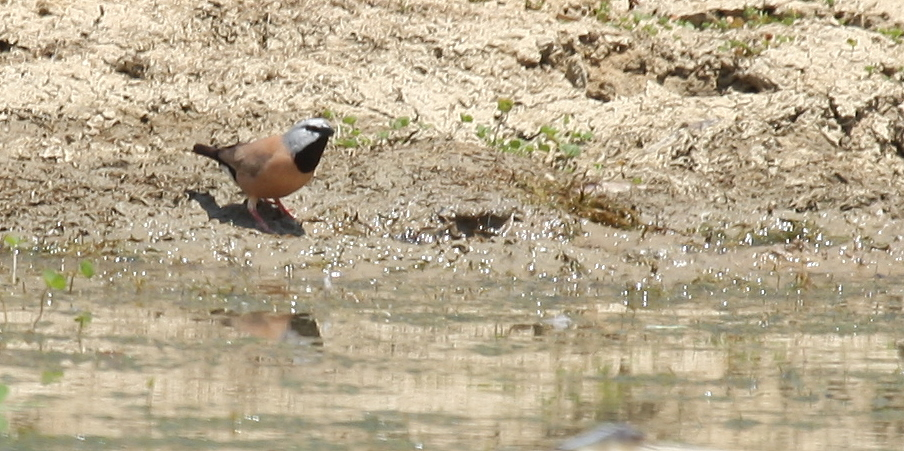
Poephila cincta, passereau endémique d'Australie, dont l'essentiel de la population mondiale vit sur le territoire souhaité par la compagnie minière indienne

Si la mine existe, ces impacts seront directs et indirects, immédiats et différés et porteront sur l'environnement local et global.

### Émissions de gaz à effet de serre
Selon l'étude d'impact, 200 millions de tonnes de dioxyde de carbone (CO2) seront produites par l'exploitation au durant la vie de la mine (60 ans). Ce chiffre inclut les gaz produits pendant le processus de l'exploitation minière et les émissions liées au transport du charbon jusqu'au port.
La combustion de ce charbon devrait aussi produire 130 millions de t/an de CO2.
Adani a affirmé devant la cour qu'il devrait produire 2,3 milliards de tonnes de charbon en plus de 60 ans, avec une moyenne d'un peu moins de 40 millions de tonnes de charbon par an, l'équivalent de 4,7 milliards de tonnes de dioxyde de carbone. C'est « environ 0,53 à 0,56 % du budget total de carbone restant après 2015 pour avoir une chance de ne pas dépasser 2 degrés le réchauffement ».
Un rapport de Greenpeace note que la mine Carmichael produira annuellement plus de CO2 que la combustion totale de carburant de pays entiers (plus que la Belgique par exemple).

### Impacts locaux

#### Effets sur l'eau
Adani a sollicité une autorisation pour extraire jusqu'à 12,5 GL/par an à partir de la rivière Belyando pour une utilisation dans son complexe minier, en plus des eaux d'exhaure des mines à ciel ouvert et souterraines.
Selon l'étude le complément à l'étude d'impact sur l'environnement (SEIS) fourni par Adani, le niveau de la nappe pourra baisser de plus de 300 m au niveau de la mine et « typiquement de 20 à 50 m » en périphérie et « jusqu'à environ 4 m au le voisinage de la rivière [Carmichael] » qui doit être protégée par un couloir non exploité de chaque côté.
Des polémiques existent en ce qui concerne les effets des effondrements souterrains sur la qualité de l'eau de nappe.

### Espèces en voie de disparition
La zone d'emprise du complexe minier abrite des habitats d'espèces menacées, dont le scinque de yakka, un serpent classé vulnérable, le chou palmier cireux et le pinson à gorge noire. En particulier, Moray Downs, qui est couvert par le site minier, abrite la plus grande communauté connue de pinsons à gorge noire d'Australie.
Le « Bygana West Nature Refuge » abrite deux écosystèmes forestiers régionaux en voie de disparition et un habitat approprié pour une grande variété d'animaux, dont des koalas et notamment une espèce de koala en voie de disparition

## Défis juridiques
Plusieurs problèmes juridiques ont entaché ce projet.

### Revendications de droits fonciers autochtones
"Adani Mining Pty Ltd" a suscité une opposition d'Adrian Burragubba, Patrick Malone et Irene White au nom des peuples aborigènes Wangan and Jagalingou.
Les populations autochtones propriétaires traditionnels des sols défient le projet de mine Carmichael et en appellent au gouvernement du Queensland, lui demandant de refuser tout bail minier à Adani Mining. Elles refusent de céder leurs droits fonciers autochtones ou de les négocier avec Adani.
Adani a alors lancé une action en justice afin de permettre au gouvernement du Queensland de requérir une acquisition forcée des terres afin de permettre à la mine de s'installer.
Adrian Burragubba, porte-parole des peuples Wangan and Jagalingou a dit : « But I think there is a concern that the values that have been expressed in the Native Title processes, probably since 1997, are that mining is really equivalent to the public interest, mines must go ahead, and it's about compensation. So I think the [W&J people] don't have a lot of confidence that 'no' is really on the table, even though the legislation does provide it is on the table ». Les autochtones, propriétaires traditionnels s'opposent à un prétendu "développement" alors que ce projet va « dévaster leurs terres et eaux ancestrales, animaux et plantes totémiques et le patrimoine culturel »

### Respect du droit de l'environnement
Conservation Group Mackay v Commonwealth d'Australie et Adani Mining
En janvier 2015, un Groupe pour la conservation dans la région de Mackay, basé à Mackay, en vertu de la Loi sur la protection de l'environnement et de conservation de la biodiversité de 1999 a contesté l'accord donné au projet en juillet 2013 par le gouvernement fédéral et plus précisément par Greg Hunt, ministre de l'Environnement [68], en se basant sur trois arguments principaux:
1. le ministre a illégalement exclu de ses éléments d'appréciation le compte global des émissions de gaz à effet de serre, en ne retenant que les émissions directement liées à l'exploitation de la mine, dans tenir compte des émissions beaucoup plus importantes associées à la combustion du charbon de cette mine.
2. le ministre a omis de considérer le piètre bilan environnemental du groupe Adani là où il s'est développé en Inde, parfois illégalement[75] et s'est reposé sur une simple déclaration de l'entreprise affirmant qu'elle a un bon bilan.
3. le ministre n'a pas tenu compte "des conseils de conservation approuvés" pour deux espèces qui seraient touchées par la mine, le scinque de Yakka et le serpent menacé (Denisonia maculata), alors que cela était requis par la loi fédérale[76].

La Cour fédérale a annulé l'approbation pour ce troisième et dernier motif, ce qui n'a pas empêché le ministre de l'Environnement de signer un accord avec Adani, mais en permettant au ministère de réévaluer sa proposition.

### Adani Mining Pty Ltd s'oppose aussi au « Land Services of Coast and Country Inc. »
En mai 2014, le coordonnateur général du Queensland avait recommandé que ce projet soit approuvé mais il y a eu une consultation publique, durant laquelle des objections ont été émises.
« Coast and Country », représenté par « Evironmental Defenders Office Queensland » a à cette occasion porté l'affaire devant le tribunal foncier du Queensland, en affirmant que
1. Adani a grossièrement exagéré devant l'opinion publique le nombre d'emplois et le niveau des redevances minières dont le Queensland pourrait bénéficier si le projet est créé[80] ;
2. L'exploitation de la mine, mais aussi des voies ferrées et des installations portuaires ainsi que le transport maritime et la combustion du charbon vont directement et/ou indirectement causer des dommages à la Grande barrière de corail via le changement climatique et de l'acidification des océans[80] ;
3. La mine aura des impacts écopaysagers et pourrait détruire les populations du diamant à bavette (Poephila cincta, un petit passereau menacé) ou d'une plante vulnérable (le choux-palmier cireux)[80] ;
4. La mine menace le débit de base de la rivière Carmichael et peut menacer des sources anciennes estimées vieilles d'un million d'années[80] ;
5. Le projet est économiquement extrêmement risqué et peu susceptibles d'être financièrement viable[80].

## Critiques deviligante lawfare
Une importante controverse s'est installée à propos du non-respect de la loi fédérale sur l'environnement par le ministre lui-même, à la suite de la décision de la Cour fédérale 2015 de bloquer l'approbation du projet Carmichael par le ministre de l'environnement. Le gouvernement a critiqué les opposants au projet et les défenseurs du droit fédéral de l'environnement, en qualifiant leur attitude de « sabotage » économique.
En réponse le gouvernement a cherché à changer la loi de manière à interdire à un 'tiers' d'intervenir sur des domaines où ils ne sont pas directement touchés par la proposition. Le Premier ministre Tony Abbott a exhorté la communauté d'affaire à soutenir un tel changement en disant « si la mine Adani ne va pas de l'avant rapidement, nous sommes fous » . L'homme de radio Alan Jones, qui est habituellement et sur de nombreuses questions un partisan du gouvernement libéral, a lancé une publicité télévisée, affirmant que « la dernière initiative du gouvernement Abbott met en péril non seulement notre environnement, mais aussi notre démocratie » (« I may live nowhere near the Liverpool Plains or the Great Barrier Reef. But I sure as hell am concerned they are protected. [...] The latest move by the Abbott government puts at risk not just our environment but our very democracy »).